# Станичные казаки
Станичные казаки — категория городовых казаков, существовавшая в Сибири в 1822 — 1870 годах.

## Возникновение. Реформа 1822—1825 гг
22 июля 1822 (согласно Уставу о Сибирских Городовых Казаках) всё казачье население Сибири было разделено на три категории:
1. Сибирское линейное казачье войско и казаки, поселённые на других пограничных линиях (позднее из них образовались Забайкальское казачье войско и Казаки Иркутской Губернии)
2. Городовые Сибирские казаки, сведенные в семь конных городовых казачьих полков (Тобольский, Сибирско-Татарский, Томский, Енисейский, Иркутский, Забайкальский и Якутский) и две отдельные городовые казачьи команды (Камчатская и Верхотурская)
3. Остальные казаки Сибири были зачислены в категорию станичных казаков

Согласно уставу 1822 года, в категорию станичных казаков были зачислены:
- Пелымские, Саянские и Абаканские казаки, Томская татарская команда

примеч. список неполон, так как губернаторам Сибирских Губерний и Областей давалось право зачислять в станичные казаков по своему усмотрению
- казаки из отдаленных северных мест, в т.ч. на Хатанге и Походская станица

примеч. список неполон, так как губернаторам Сибирских Губерний и Областей давалось право зачислять в станичные казаков по своему усмотрению
- из прочих казачьих городовых команд в Сибири, которые целиком (всей командой) не пожелают войти в состав Городовых казачьих полков

примеч. сведений об удовлетворении таких ходатайств не имеется
18 февраля 1825 году повелено было обратить в станичные казаки всех военных поселян Сибири (в основном — отставные нижние чины гарнизонных батальонов и их семьи)

## Права и обязанности станичных казаков
За всё время существования станичные казаки жили согласно Уставу о Сибирских Городовых Казаках 1822 

в права и обязанности станичных казаков входило:
- постоянно жить в определенной станице (станицы фактически являлись сельскими волостями из групп поселков)
- в каждой станице на три года избирались станичные Голова (на правах Хорунжего) и Старшина (на правах Пятидесятника)
- обязывались нести всякую караульную, конвойную и полицейскую службу, но обыкновенно не далее 150 верст от расположения станицы
- в отличие от казаков городовых полков, станичные не получали из казны довольствия, оружия и экипировки
- довольствие, оружие и экипировку станичные казаки должны были получать из общих средств своей станицы
- несли земские повинности наравне с крестьянами и сибирскими инородцами
- как и всё казачье население, станичные казаки были освобождены от налогов, пользовались землей и имели право заниматься любыми промыслами
- служба была обязательной и по возрасту не имела временных ограничений, переход в другое сословие или перевод в другое казачье войско был запрещен
- станичные казаки не являлись армейскими частями, подчиняясь Гражданскому ведомству

## Станичные казаки при правлении Николая I
В период правления Николая I часть станичных казаков была перечислена в состав армейских казачьих частей:
- в 1849 году станичные казаки Тобольской губернии, в том числе, Пелымской станицы были зачислены в состав Тобольского Казачьего батальона, в 1861—1868 входившего в состав Сибирского казачьего войска

примеч. Расказачены 17 июня 1868 с переводом в крестьяне 
- 4 января 1851 года Саянские и Абаканские станичные казаки вошли в состав Енисейского казачьего полка
- 4 января 1851 года станичные казаки Иркутской губернии вошли в состав Иркутского казачьего полка
- 17 марта 1851 года станичные казаки Забайкальской области вошли в состав Забайкальского войска

остальные станичные казаки остались существовать на прежних основаниях.

## Расказачивание станичных казаков при Александре II
В период правления Александра II происходил процесс расказачивания большой части казачьего сословия, в том числе расказачиванию подверглись и все станичные казаки
- 19 апреля 1868 года Калтайские станичные казаки были расказачены и перечислены в сибирские инородцы. Перевод в Сибирское казачье войско запрещался.

примеч. Калтайские казаки состояли из татар-мусульман
- 17 июня 1868 года станичные казаки Томской губернии были расказачены и перечислены в крестьянское сословие. Но с разрешением на переселение в Сибирское казачье войско.
- в 1870-х гг все станичные казаки Туруханского края и Енисейского уезда расказачены и перечислены в крестьяне. Перевод в Казаки Енисейской Губернии запрещался.
- в 1876 году все станичные казаки Якутской области, в том числе казаки Походской станицы расказачены и перечислены в мещане. Перевод в Якутский казачий полк запрещался.

К концу правления Александра 2-го станичные казаки исчезли как подсословие (класс).